# Vluchtelingenkamp Nuseirat
Het vluchtelingenkamp Nuseirat (Arabisch: مخيّم النصيرات) is een Palestijns vluchtelingenkamp gelegen in het midden van de Gazastrook, vijf kilometer ten noordoosten van Deir al-Balah. Het vluchtelingenkamp ligt in het gouvernement Deir al-Balah. Volgens het Palestijns Centraal Bureau voor de Statistiek telde het vluchtelingenkamp in 2017 31.747 inwoners en de omliggende gemeente Nuseirat 54.851. Het kamp werd opgericht na de Palestijnse verdrijving tijdens de Palestijnse oorlog van 1948.
Het United Nations Relief and Works Agency for Palestine Refugees in the Near East (UNRWA) stelde in een update van 1 oktober 2023 dat zij intussen 88.204 vluchtelingen in het kamp hadden geregistreerd (waar niet-geregistreerde vluchtelingen niet meegeteld konden worden), en dat in het 0,68 km² grote kamp op dat moment 17 UNRWA-faciliteiten gevestigd waren, 15 schoolgebouwen met in totaal 26 scholen (In vier schoolgebouwen werkt men in een eenploegensysteem en in 11 schoolgebouwen werkt men met een dubbele ploegendienst), één voedseldistributiecentrum gedeeld met vluchtelingenkamp Bureij, twee gezondheidscentra, twee kantoren voor hulpverlening en sociale diensten en één onderhouds- en sanitairkantoor. Als grootste problemen werden stroomonderbrekingen, hoge werkloosheid en armoede, visserijbeperkingen opgelegd door Israël en ineenstorting van de visserijsector, hoge bevolkingsdichtheid, verontreinigde watervoorziening en gebrek aan beschikbaarheid van bouwmaterialen opgelijst.

## Geschiedenis

### Oude geschiedenis
Het Nuseirat kamp werd vernoemd naar de lokale Nuseirat-stam, onderdeel van de grotere Hanajira-confederatie, die historisch gezien het gebied tussen Deir al-Balah en Gaza domineerde. Opgravingen in het gebied hebben overblijfselen van een groot cenobium aan het licht gebracht, waaronder een kerk met crypte, een badhuis en een hospice, die doen denken aan het klooster van Martyrius in Ma'ale Adoemim. De zijkant is voorlopig geïdentificeerd als die van het klooster van Seridus.

### Oorsprong van het vluchtelingenkamp
Het kamp werd opgericht na de Palestijnse verdrijving tijdens de Palestijnse oorlog van 1948. De meeste vluchtelingen van dit kamp kwamen uit de zuidelijke gebieden van Palestina, zoals Beër Sjeva en de kustvlakte. Voordat het kamp werd opgericht door de UNRWA, vestigden de ongeveer 16.000 oorspronkelijke vluchtelingen zich op het terrein van een voormalige Britse militaire gevangenis op de locatie.

### 21e eeuw
In mei 2018 werd een moskee, de Grand Nuseirat-moskee, geopend door de Qatarese gezant voor Gaza, Mohammed Al Emadi.

### Oorlog Hamas-Israël
Het vluchtelingenkamp Nuseirat is sinds het begin van de oorlog tussen Israël en Hamas herhaaldelijk gebombardeerd. Op 18 oktober 2023 werd de Grote Nuseirat-moskee gebombardeerd en vernietigd door Israëlische luchtaanvallen, daarna gingen de aanvallen door waarbij meer dan honderd slachtoffers vielen.
Op 16 en 17 november 2023 vielen er bij nieuwe bombardementen minstens twintig doden en honderdveertig gewonden.
Half april 2024 werd het vluchtelingenkamp zwaar beschadigd achtergelaten nadat Israëlische troepen zich terugtrokken uit het gebied na enkele dagen van dodelijke militaire operaties, volgens het Directoraat Civiele Bescherming in de belegerde enclave. Video's met geolocatie tonen uitgebreide vernietiging in het gebied.
Op 8 juni 2024 redden de IDF en Yamam tijdens een reddingsoperatie met de oorspronkelijke codenaam Seeds of Summer vier Israëlische gijzelaars die door Hamas in Nuseirat werden vastgehouden, waaronder Noa Argamani. Een IDF-woordvoerder verklaarde dat de gijzelaars werden bewaakt door gewapende militanten en verborgen zaten tussen Gazaanse burgers. Het Gazaanse ministerie van Volksgezondheid meldde dat ten minste 274 Palestijnen werden gedood en 698 gewond raakten bij de Israëlische luchtaanvallen op het vluchtelingenkamp, wat leidde tot internationale verontwaardiging waarbij de aanval werd bestempeld als een bloedbad. De operatie vond plaats op twee locaties in Nuseirat, waar de gijzelaars werden vastgehouden, een school en een marktplaats.
Op 10 juli 2024 volgde een nieuw bombardement door Israëlische luchtaanvallen op het vluchtelingenkamp. Het persagentschap Associated Press bevestigde dat hierbij weer twaalf doden vielen, waaronder vijf kinderen.
In het weekend van 13 en 14 juli 2024 werden tijdens een Israëlische aanval op een door UNRWA beheerde school in het vluchtelingenkamp Nuseirat vijftien vluchtelingen gedood. In het getroffen schoolgebouw verbleven duizenden vluchtelingen, vooral vrouwen en kinderen.